# Belba jacoti
Belba jacoti är en kvalsterart som beskrevs av Wilson 1936. Belba jacoti ingår i släktet Belba och familjen Damaeidae. Inga underarter finns listade.